# Миколай Ходецький
Миколай Ходецький герба Огоньчик, на прізвисько Земелька (пол. Mikołaj Chodecki, пом. 1491) — військовий і державний діяч на руських землях Корони Польської.   

## Життєпис
Він був одним із восьми синів руського воєводи Станіслава з Ходчі та Барбари Пілецької, дочки краківського шляхтича Яна Пілецького.  
За припущенням Єлизавети П'янкової, Миколай народився десь між 1454 й 1457 роком. Після смерті батька в 1474 р. М. Ходецький обійняв старостинські уряди в Теребовлі (зг. 1474–78) та Галичі (зг. 1475–89), причому спільно з братами (галицьке староство було заставлене батькові, але не викуплене), з цієї причини їх називають в джерелах Галицькими.  
Миколай і брат його Станіслав згадуються під 1474 рік як боржник 131 флорина ксьондзу Леонардові зі Львова. Цей борг так і не був виплачений і через 9 років, тож вони були «викляті» (відлучені) католицькою церквою.  
Як придворний короля Миколай брав участь у поході до Коломиї для отримання «голду» (присяги) від молдавського воєводи (господаря) Штефана III, за що отримали від короля 25 жовтня 1485 року у Львові квоту у 400 флоринів. Служив королевичу Яну Ольбрахту під час оборони Русі в січні 1487–89 роках. 
1490 року, правдоподібно весною, дехто Муха, підбурений Штефаном III, вийшов із Молдавії, зібрав коло 9 000 русинів, пограбував Снятин, містечка і села до Галича, переправився через Дністер, рушив до Рогатина, у якому перебував Миколай Ходецький (називався власником Рогатина, лат. haeres de Rohatyn). М. Ходецький з невеликим військом розбив «банди» (частина втопилась у Дністрі), Муха з найближчим оточенням врятувався.
Узимку 1490—1491 років татари спустошили Волинь (в основному Володимир), переправились через Бог, доходили до Любомля, Войславиць у Холмській землі. Проти них вийшов король польсько-литовським військом із Любліна, 25 січня догнали їх під Заславом, розгромили. У цій битві відзначився М. Ходецький на чолі руського посполитого рушення, але був поранений у лице татарською стрілою. Від цього помер у Львові, на час смерти мав посади львівського каштеляна, гетьмана Руських земель. Король надав презенти його капелану Марцінові на проборство Снятинське. За Мартіном Кромером, мав прізвисько «Земелька» (як керівник земських вояків).